# Парадизи, Пьетро Доменико
Пьетро Доменико Парадизи (итал. Pietro Domenico Paradisi), или Пьер Доменико Парадизи (итал. Pier Domenico Paradies; 1707 год, Неаполь, Королевство Неаполь — 25 августа 1791 года, Венеция, Республика Венеция) — итальянский композитор и клавесинист, музыкальный педагог.

## Биография
Пьетро Доменико Парадизи (или Парадиес) родился в 1707 году в Неаполе, в королевстве Неаполь.
Обучался музыке у Николы Антонио Порпоры. В 1738 году переехал в Лукку, где состоялась премьера его первой оперы «Александр в Персии» (итал. Alessandro in Persia). Затем композитор поселился в Венеции, где 1740 году написал и поставил оперы «Превратности судьбы» (итал.  Il Decreto del Fato) и «Соревнование муз» (итал. Le Muse in gara).
В 1746 году он переехал в Лондон, где преподавал игру на клавесине и композицию. Среди его учеников была будущая оперная дива Гертруда Элизабета Мара. В Лондоне им были поставлены  в 1747 году «Фаэтон» (итал. Fetonte) и в 1751 году «Сила любви» (итал. La forza d’amore). В Англии в 1754 году композитор сочинил 12 сонат для клавесина, самым известным фрагментом из которых стало аллегро «Сонаты №6 Ля мажор» (итал. Sonata VI in La maggiore), также известной под названием «Токката ля мажор» (итал. Toccata in La maggiore). Здесь им были написаны два концерта для клавесина или органа, ряд симфонических произведений.
В 1770 году Пьетро Доменико Парадизи продал собрание своих рукописей музыковеду Ричарду Фицвильяму и вернулся в Италию.  Последние годы жизни композитор провёл в Венеции, где умер 25 августа 1791 года в Венеции.

## Творческое наследие
Творческое наследие композитора включает 7 опер, 12 сонат для клавесина, ряд симфонических   сочинений.